# ازون
اوزون (به انگلیسی: Ozone) یکی از دگرشکلهای اکسیژن است به فرمول O۳ که گازی با اکسیدکنندگی بسیار بالاست. ازون معمولاً ناپایدار بوده و در بسیاری از واکنش‌ها مانند کلر عمل می‌کند و با مکانیزم ترکیب شدن با پروتئین و بی‌اثر کردن آنزیم کاهنده که برای تنفس یاخته مهم است، به عنوان میکروب کش عمل می‌کند. خاصیت اکسیدکنندگی این گاز باعث می‌شود تا کاربردهای صنعتی زیادی داشته باشد و در غلظت‌های بالاتر از ppm ۰/۱ اثر تخریبی شدیدی بر مخاط و اندام‌های تنفسی جانوران می گذارد. ازون در فضای نزدیک به زمین از مهم‌ترین آلاینده‌های هوا محسوب می‌شود اما ازون موجود در لایه ازون برای جانوران و گیاهان سودمند است چرا که از ورود پرتوهای فرابنفش و پرتوهای پرانرژی به زمین جلوگیری می‌کند. ازون یک عنصر ۳ اتمی است یعنی کوچک‌ترین ذره آن مولکول‌های ۳اتمی است.

## تعریف کلی
اوزون واژه‌ای یونانی است به معنی «بو» و به ویژه «بو تند» اطلاق می‌شود. ازون مولکولی با سه اتم اکسیژن است مولکول اکسیژن دارای دو اتم اکسیژن است اما تفاوت در یک اتم اکسیژن در این دو مولکول تفاوت‌های اساسی را در این دو مولکول به وجود آورده‌است.

## چرخه ازون
در استراتوسفر مولکول‌های تازه اوزن پیوسته با واکنش‌های شیمیایی و دریافت انرژی لازم از پرتوهای خورشید، به مولکول و اتم اکسیژن تجزیه می‌شوند. این اتم‌های اکسیژن که بسیار فعالند، طی مدت زمان کوتاهی کمتر از کسر ثانیه، از هم جدا و به مولکول‌های اکسیژن متصل می‌شوند و تشکیل مولکول‌های سه اتمی اکسیژن، یعنی ازون، می‌دهند. غیر از این چرخه طبیعی، طی واکنش‌هایی با ازت و هیدروژن و کلر تولید شده در سطح و رها شده به اتمسفر، از بین می‌رود.

## اهمیت ازون در زندگی بشر
اگر فضانوردی، در ارتفاع زیاد، به این سیاره خانه ما نگاه کند، نوار نازک آبی رنگی که دور زمین را فراگرفته، نظرش را جلب خواهد کرد. این پوشش شفاف، حیات را در جو زمین تأمین می‌نماید. حیات، به‌صورتی که ما می‌شناسیم، تنها با پوشش حفاظتی ازون میسر می‌شود. بدون وجود اوزن ادامهٔ زندگی امکان‌ناپذیر است. پرتوهای خورشیدی، یکنواخت نیست. این پرتوها، شامل پرتوی به نام پرتو فرابنفش است.
O3+UV=O2+O
O2+O=O3+IR
چنانچه تمامی این پرتوها به سطح زمین می‌رسید، وجود زندگی در روی زمین امکان‌پذیر نبود؛ زیرا این پرتوها حامل مقدار زیادی انرژی مرگ‌زا برای موجودات زنده‌است. تنها بخش ناچیزی از پرتو فرابنفش خورشید به سطح زمین می‌رسد. قسمت بیشتر این پرتو، انرژی خود را در ارتفاع ۲۰ تا ۳۰ کیلومتری سطح زمین و در جو آن از دست می‌دهد. در این عمق از جو فراگیرنده زمین، مقادیر معتنابهی ازون موجود است و این ازون، پرتو فرابنفش را جذب می‌کند.

## رایحه تازگی پس از آذرخش
پس از آذرخش (رعد و برق)، تنفس شما با آسودگی بیشتری صورت می‌گیرد. هوا پاکیزه و پر از تازگی است. علت این است که رعد و برق، سبب تولید گاز ازون در جو می‌شود و همین گاز است که هوا را تازه‌تر می‌نماید.

## ضد عفونی آب
آبی که می‌آشامیم، کلریزه است. این آب زیان‌آور است و مزه آن نیز ناخوشایندتر از مزه آب چشمه‌است. آب ضدعفونی شده با ازون، عاری از هر گونه باکتری زیان‌آور است و مزه آن نیز خوشایندتر است.

## نابودی لایه ازون
فعالیت انسان‌ها بر روی زمین در سپر حفاظتی اوزن، اثر می‌گذارد. از نیمه قرن بیستم، فعالیت انسان روی زمین موجب بروز ضایعاتی در لایه اوزن شده و به نظر می‌رسد که حیات روی کره زمین در معرض مخاطره قرار گرفته‌است. در واقع انسان ناخواسته هوا را با مواد شیمیایی آلوده می‌کند و سپر حفاظتی خود را از بین می‌برد. در اواسط دهه ۱۹۷۰، دانشمندان به امکان تأثیر پرواز هواپیماهای تندرو یا فوق سرعت صوت و مواد شیمیایی موجود در قوطی‌های عطر پاش روی لایه اوزن پی بردند.
هواپیماهای فراصوت، در ارتفاعات بسیار زیاد که هوا رقیق‌تر و مقاومت آن در برابر بدنه هواپیما کمتر است، پرواز می‌کنند و ازت فعال موجود در دود خروجی از موتور هواپیما اثر ضایع‌کننده بر روی لایه اوزن دارد. گازهای کلرو فلوئورو کربن (CFC) نیز که در خنک‌کننده‌ها و دستگاه‌های تهویه مورد استفاده قرار می‌گیرد، روی اوزن استراتوسفری خطرناک می‌باشد. هر اتم کلر آزاد شده از این گازها، حدود یک صد هزار مولکول اوزن را نابود می‌کند و با مصرف این گازها طی یک دهه مقادیر زیادی ازون از بین رفته و تراکم این گاز در استراتوسفر کاهش یافته‌است.

## زیان‌های گاز ازون
ازون از واکنش با مواد شیمیایی آلوده‌کننده‌ای که در سطح زمین، تولید و متصاعد شده‌اند، دوباره وارد تروپسفر (Troposphere) می‌شود و به سطح زمین می‌رسد. در این حالت، ازون نقش مخرب و آلوده‌کننده دارد. چون همراه با مواد شیمیایی دیگر بافت‌های حیاتی، جانوری و گیاهی را به شدت آسیب می‌زند. ازون، در ارتفاع کم از سطح زمین، همراه دود و بخار موجود در هوا در بسیاری از شهرهای بزرگ و صنعتی جهان، موجب تشدید آلودگی می‌گردد. ازون در نقاط پایین اتمسفر یعنی تروپسفر، مانند گازهای گلخانه‌ای عمل می‌کند و افزایش تراکم آن در این ناحیه در بالا بردن گرمای عمومی کره زمین مؤثر است (گرم شدن زمین).